# كاتي مكابي
كاتي مكابي (مواليد 21 سبتمبر 1995) هي لاعبة كرة قدم أيرلندية من أصل بريطاني تلعب في نادي أرسنال.

## روابط خارجية
- كاتي مكابي على موقع الاتحاد الأوربي (الإنجليزية)
- كاتي مكابي على موقع قاعدة بيانات كرة القدم.إي يو (الإنجليزية)
- كاتي مكابي على موقع Soccerway.com (الإنجليزية)
- كاتي مكابي على موقع عالم كرة القدم.نت (الإنجليزية)